# Filip V Wysoki
Filip V Długi, fr. Philippe V le Long (ur. 1293 w Lyonie, zm. 3 stycznia 1322 w Longchamp pod Paryżem) – hrabia Poitiers i Brie 1311–1316, król Francji i Nawarry (jako Filip II) 1316–1322 z dynastii Kapetyngów. Drugi syn króla Filipa IV Pięknego i Joanny I, królowej Nawarry.
Od 1311 r. nosił tytuł hrabiego Poitiers. W 1315 r. z rozkazu brata, króla Ludwika X, miał dopilnować wyboru nowego papieża, co udało mu się dopiero w 1316 r. po zamknięciu kardynałów w klasztorze w Lyonie. Po śmierci brata, która nastąpiła 5 czerwca 1316 r., udało mu się uzyskać regencję na czas ciąży królowej-wdowy Klemencji oraz małoletności jej potencjalnego syna. Syn ów, Jan I Pogrobowiec, żył tylko pięć dni i po jego śmierci 20 listopada 1316 r. Filip został królem Francji i Nawarry. Koronował się 9 stycznia 1317 r. w Reims. Jeszcze w czasie regencji udało mu się uspokoić feudałów, którzy rozpoczęli prywatną wojnę w hrabstwie Artois.
Kryzys żywnościowy w królestwie, jaki zaczął się w 1315, trwał nadal, wobec utrzymującej się złej passy w rolnictwie, spowodowanej zapoczątkowanymi około 1300 r. zmianami klimatycznymi (tzw. mała epoka lodowa). Narastały trudności ekonomiczne i demograficzne. Król próbował ratować finanse królewskie przez nałożenie specjalnego podatku na duchowieństwo. Odwołał wiele decyzji swojego zmarłego brata i rehabilitował wielu urzędników osądzonych za czasów poprzedniego władcy. W 1320 r., idąc w ślady ojca i brata, podjął wyprawę wojenną przeciw Flandrii, po raz kolejny próbując podporządkować jej hrabiego władzy królewskiej.
W 1320 r. przez królestwo przetoczyła się tzw. krucjata pastuszków, która plądrowała kraj, wzniecała niepokoje wśród uboższych warstw społeczeństwa i urządzała liczne pogromy ludności żydowskiej. Kiedy pastuszkowie przybyli do Paryża zażądali spotkania z królem, ale Filip odmówił.
Od 1307 r. był żonaty z Joanną (1291 – 21 stycznia 1330), dziedziczką, a potem hrabiną (1329-1330) Artois i Burgundii, córką hrabiego Odona IV i Mahaut d’Artois, córki Roberta II, hrabiego Artois. Filip i Joanna mieli razem syna i cztery córki:
- Joanna (1308 – 1347), hrabina Artois i Burgundii, żona Odona IV, księcia Burgundii
- Małgorzata (1310 – 9 maja 1382), hrabina Artois i Burgundii, żona Ludwika I de Nevers, hrabiego Nivernais, Flandrii i Rethel
- Izabela (1312 – kwiecień 1348), żona Guiguesa de La Tour du Pin, delfina Viennois, następnie żona barona Jana de Faucigny
- Blanka (1313 – 26 kwietnia 1358), zakonnica
- Ludwik Filip (1316 – czerwiec 1317)

Filip V zmarł w wieku 28 lat, po wypiciu zanieczyszczonej wody ze studni. Tron Francji i Nawarry przejął po nim ostatni żyjący brat Karol IV Piękny.